# Équipe de Ruthénie subcarpathique de football
Maillots
L'équipe de Ruthénie subcarpathique de football (Hongrois : Kárpátaljai ruszin labdarúgó-válogatott, Ukrainien : Збірна Закарпаття з футболу) est une sélection de joueurs professionnels qui est sous l'égide de la Fédération de Ruthénie subcarpathique de football. Elle représente la Minorité magyare d'Ukraine qui vivent dans la Ruthénie subcarpathique petite région située à l'ouest de l’Ukraine. Elle est, depuis 2014, membre de la Confédération des associations de football indépendantes. À ce titre, elle participe à ses compétitions internationales.
En 2018, la sélection remporte la Coupe du monde de football ConIFA à Londres au stade Queen Elizabeth II devant plus de 3 000 spectateurs en battant en finale Chypre du Nord aux tirs au but (0-0, 3 t.a.b à 2),. La finale fut arbitrée par l'ancien officiel de la Premier League Mark Clattenburg,.

## Histoire

### Début en 2014 et champion du monde 2018
Coupe du patrimoine de Hongrie 2016
Le 1 août 2016, la Ruthénie rencontre la Haute-Hongrie, le match se termine sur un résultat de 1-1 et aux tirs au but 5-4 qui voit la victoire de la Haute-Hongrie. Le 3 août 2016, la Ruthénie remporte le match pour la troisième place face à la sélection du Pays sicule aux tirs au but 1-1 (5-3),.
Coupe d'Europe de football Conifa 2017
Le 4 juin 2017 à Nicosie, la Ruthénie commence sa première rencontre par une défaite face au pays organisateur (Chypre du Nord) 1 à 0. Le 6 juin 2017, la Ruthénie affronte l'Abkhazie champion du monde 2016, le match se termine par un nul 2-2. Le 7 juin 2017, la Ruthénie remporte son premier match lors du dernier match de poule face à l'Ossétie du Sud 4 à 1. Le 9 juin 2017, la Ruthénie rencontre l'Île de Man lors du match de classement pour la cinquième place, le match se termine par un nul 3-3, mais remporté aux tirs au but par l'adversaire 5-4. La Ruthénie subcarpathique termine ainsi sixième du tournoi européen.
Coupe du monde de football ConIFA 2018
Le 4 mai 2018, la ConIFA annonce le retrait de la sélection de la Haute-Hongrie dû à des raisons d'organisation interne, qui ne permet pas la participation à la Coupe du monde. Elle sera remplacée par la Ruthénie subcarpathique,, qui participera à son premier mondial au sein de la ConIFA,. Le 31 mai 2018, la Ruthénie commence le tournoi face à Chypre du Nord le finaliste de la Coupe d'Europe de football Conifa 2017, la rencontre se termine par un résultat nul 1-1. Le 2 juin 2018, la Ruthénie remporte sa seconde rencontre contre l'abkhazie sur un score de 2 à 0. Le 3 juin 2018, la Ruthénie remporte son troisième match face au Tibet 5 à 1, terminant ainsi premier de la poule B. Le 5 juin 2018, la Ruthénie rencontre et remporte le quart de finale face à la sélection nord américaine de la Cascadie, victoire 3 à 1. Le 7 juin 2018, la Ruthénie affronte le Pays sicule en demi finale, le match se terminera sur un score de 4 à 2, permettant à la Ruthénie d'atteindre la finale face à Chypre du Nord. Le 9 juin 2018, la Ruthénie affronte en finale la sélection de Chypre du Nord, les 90 minutes resteront sur un score vierge 0-0, le match ce terminera aux tirs au but est ce soldera par la victoire de la Ruthénie subcarpathique 3 à 2,. Le 11 juin 2018, la ConIFA a été informée des commentaires du ministre des Sports de l'Ukraine, Ihor Zhdanov (en), ainsi que de la Fédération de football d'Ukraine concernant la Ruthénie subcarpathique, vainqueur de la  Coupe du monde de football ConIFA 2018. L'Ukraine accuse l'équipe de Ruthénie subcarpathique de football de "soutenir le séparatisme", la fédération ukrainienne de football a déclaré qu'elle pourrait prendre des mesures interdisant aux membres de la sélection ruthénienne de jouer dans des matches professionnels ou amateurs en Ukraine,,,. La commission de contrôle et de discipline de la Fédération ukrainienne de football, a pris des mesures pour 14 joueurs hongrois ayant participé à la 3e édition de la Coupe du monde de football ConIFA, les joueurs ne pourront plus jamais jouer au football en Ukraine ni effectuer des tâches administratives liées au sport,,,.
Coupe du monde de football ConIFA 2020
Le 2 décembre 2019, la ConIFA annonce que la Coupe du monde aura lieu en Macédoine du Nord. Les instances de la ConIFA, ainsi que le comité d’organisation sont en contact étroit avec les fédérations membres et le gouvernement de Macédoine du Nord, et ont parlé sur l’incertitude d'organiser la Coupe du monde de football ConIFA 2020 en raison de la pandémie de Covid-19. La Ruthénie subcarpathique a l'intention de participer à la 4e Coupe du monde de football ConIFA. Le 23 mars 2020, la ConIFA a annoncé que la quatrième Coupe du monde de football ConIFA n'aura pas lieu en Macédoine du Nord du 30 mai au 7 juin 2020,,,,. Il est finalement décidé que le tournoi est annulé à cause de la pandémie du Covid-19.

## Parcours dans les compétitions internationales
Coupe du monde de football ConIFA
| Année | Lieu              | Position                                                  | Match                                                     | Victoire                                                  | Nul                                                       | Défaite                                                   | but marqué                                                | but encaissé                                              |                                                           |
| ----- | ----------------- | --------------------------------------------------------- | --------------------------------------------------------- | --------------------------------------------------------- | --------------------------------------------------------- | --------------------------------------------------------- | --------------------------------------------------------- | --------------------------------------------------------- | --------------------------------------------------------- |
| 2014  | Suède             | Ne participe pas                                          | Ne participe pas                                          | Ne participe pas                                          | Ne participe pas                                          | Ne participe pas                                          | Ne participe pas                                          | Ne participe pas                                          | Ne participe pas                                          |
| 2016  | Abkhazie          | Ne participe pas                                          | Ne participe pas                                          | Ne participe pas                                          | Ne participe pas                                          | Ne participe pas                                          | Ne participe pas                                          | Ne participe pas                                          | Ne participe pas                                          |
| 2018  | Angleterre        | 1er                                                       | 6                                                         | 4                                                         | 2                                                         | 0                                                         | 15                                                        | 5                                                         |                                                           |
| 2020  | Macédoine du Nord | Annulée en raison de la pandémie de maladie à coronavirus | Annulée en raison de la pandémie de maladie à coronavirus | Annulée en raison de la pandémie de maladie à coronavirus | Annulée en raison de la pandémie de maladie à coronavirus | Annulée en raison de la pandémie de maladie à coronavirus | Annulée en raison de la pandémie de maladie à coronavirus | Annulée en raison de la pandémie de maladie à coronavirus | Annulée en raison de la pandémie de maladie à coronavirus |

Coupe d'Europe de football ConIFA
| Année | Lieu           | Position     | Match        | Victoire     | Nul          | Défaite      | but marqué   | but encaissé |              |
| ----- | -------------- | ------------ | ------------ | ------------ | ------------ | ------------ | ------------ | ------------ | ------------ |
| 2015  | Hongrie        | Non présente | Non présente | Non présente | Non présente | Non présente | Non présente | Non présente | Non présente |
| 2017  | Chypre du Nord | 6e           | 4            | 1            | 2            | 1            | 9            | 7            |              |
| 2019  | Haut-Karabagh  | Non présente | Non présente | Non présente | Non présente | Non présente | Non présente | Non présente | Non présente |
| 2021  |                |              | -            | -            | -            | -            | -            | -            |              |

Coupe du patrimoine de Hongrie
| Année | Lieu    | Position | Match | Victoire | Nul | Défaite | but marqué | but encaissé |
| ----- | ------- | -------- | ----- | -------- | --- | ------- | ---------- | ------------ |
| 2016  | Hongrie | 3e       | 2     | 0        | 2   | 0       | 3          | 3            |

## Rencontres

### Matches internationaux
Le tableau suivant liste les rencontres de l'Équipe de Ruthénie subcarpathique de football
| No | Date          | Lieu                                               | Ruthénie                | Adversaire     | Score       | Compétition                            | Buteur(s) pour la Ruthénie                                                  | Buteur(s) pour l'adversaire                       | Rapport      |
| -- | ------------- | -------------------------------------------------- | ----------------------- | -------------- | ----------- | -------------------------------------- | --------------------------------------------------------------------------- | ------------------------------------------------- | ------------ |
| 1  | 16 aout 2014  | Druzhba Stadium Berehove Ukraine                   | Ruthénie subcarpathique | Pays sicule    | P 0-5       | Amical                                 |                                                                             |                                                   | [ (Rapport)] |
| 2  | 1er aout 2016 | Complexe sportif Erzsébet-ligeti Szarvas Hongrie   | Ruthénie subcarpathique | Haute-Hongrie  | N 1-1 (4-5) | Coupe du patrimoine de Hongrie 2016    |                                                                             |                                                   | (Rapport)    |
| 3  | 3 aout 2016   | Complexe sportif Erzsébet-ligeti Szarvas Hongrie   | Ruthénie subcarpathique | Pays sicule    | N 2-2 (5-3) | Coupe du patrimoine de Hongrie 2016    | Vajda Sándor , Csonka                                                       |                                                   | (Rapport)    |
| 4  | 4 juin 2017   | Stade Atatürk de Nicosie Chypre du Nord            | Ruthénie subcarpathique | Chypre du Nord | P 0-1       | Coupe d'Europe de football Conifa 2017 |                                                                             | Mustafa Yasinses 89e                              | (Rapport)    |
| 5  | 6 juin 2017   | Stade Atatürk de Nicosie Chypre du Nord            | Ruthénie subcarpathique | Abkhazie       | N 2-2       | Coupe d'Europe de football Conifa 2017 | Szabo Roland 33e, Ohar Roman 79e                                            | Anatolii Semenov 20e 50e                          | (Rapport)    |
| 6  | 7 juin 2017   | Stade Dr. Fazil Kucuk Famagouste Chypre du Nord    | Ruthénie subcarpathique | Ossétie du Sud | V 4-1       | Coupe d'Europe de football Conifa 2017 | Mile Kisztian 20e 45e, Baksa Zoltan 33e, Kesz Tibor 62e                     | Soslan Kochiev 86e                                | (Rapport)    |
| 7  | 9 juin 2017   | Stade Zafer de Morphou Chypre du Nord              | Ruthénie subcarpathique | Île de Man     | N 3-3 (4-5) | Coupe d'Europe de football Conifa 2017 | Marc Kelly 2, Norbert Fodor 30e, Kesz Tibor 61e                             | Liam Cowin 23e, Chris Cannell 61e, Sean Doyle 83e | (Rapport)    |
| 8  | 31 mai 2018   | Queen Elizabeth II Stadium Enfield Town Angleterre | Ruthénie subcarpathique | Chypre du Nord | N 1-1       | Coupe du monde de football ConIFA 2018 | Alex Svedjuk 53e                                                            | Billy Mehmet 13e                                  | (Rapport)    |
| 9  | 2 juin 2018   | Queen Elizabeth II Stadium Enfield Town Angleterre | Ruthénie subcarpathique | Abkhazie       | V 2-0       | Coupe du monde de football ConIFA 2018 | Zsolt Gajdos 11e, István Sándor 90+8e                                       |                                                   | (Rapport)    |
| 10 | 3 juin 2018   | Large Lane Bracknell Angleterre                    | Ruthénie subcarpathique | Tibet          | V 5-1       | Coupe du monde de football ConIFA 2018 | Zsolt Gajdos 2e, István Sándor 36e, Ronald Takács 41e 77e, Alex Svedjuk 75e | Pema Lhundup 73e                                  | (Rapport)    |
| 11 | 5 juin 2018   | Gander Green Lane Sutton Angleterre                | Ruthénie subcarpathique | Cascadie       | V 3-1       | Coupe du monde de football ConIFA 2018 | Gergo Gyürki 49e, Ronald Takács 59e, Zsolt Gajdos 87e                       | Hamza Haddadi 80e                                 | (Rapport)    |
| 12 | 7 juin 2018   | Colston Avenue Carshalton Angleterre               | Ruthénie subcarpathique | Pays sicule    | V 4-2       | Coupe du monde de football ConIFA 2018 | György Toma 36e 47e, Gergo Gyürki 75e, Csaba Peres 90+1e                    | Csaba Csizmadia 77e, Barna Bajkó 79e              | (Rapport)    |
| 13 | 9 juin 2018   | Queen Elizabeth II Stadium Enfield Town Angleterre | Ruthénie subcarpathique | Chypre du Nord | N 0-0 (3-2) | Coupe du monde de football ConIFA 2018 |                                                                             |                                                   | (Rapport)    |

### Équipes rencontrées
Bilan de Ruthénie subcarpathique face aux sélections affrontées
| Adversaire     | Joués | Victoires | Matchs nuls | Défaites | Buts pour | Buts contre |
| -------------- | ----- | --------- | ----------- | -------- | --------- | ----------- |
| Chypre du Nord | 3     | 0         | 2           | 1        | 1         | 2           |
| Pays sicule    | 3     | 1         | 1           | 1        | 6         | 7           |
| Abkhazie       | 2     | 1         | 1           | 0        | 4         | 2           |
| Ossétie du Sud | 1     | 1         | 0           | 0        | 4         | 1           |
| Cascadie       | 1     | 1         | 0           | 0        | 3         | 1           |
| Haute-Hongrie  | 1     | 0         | 1           | 0        | 1         | 1           |
| Île de Man     | 1     | 0         | 1           | 0        | 3         | 3           |
| Tibet          | 1     | 1         | 0           | 0        | 1         | 5           |
| Total          | 13    | 5         | 6           | 2        | 23        | 22          |

## Classement

### Classement des meilleures buteurs
| 3 buts                                                                                     |
| Zsolt Gajdos Ronald Takács                                                                 |
| 2 buts                                                                                     |
| Mile Kisztian Kesz Tibor Alex Svedjuk Gergo Gyürki György Toma                             |
| 1 but                                                                                      |
| Szabo Roland Baksa Zoltan Ohar Roman Norbert Fodor István Sándor György Sándor Csaba Peres |

## Personnalités de l'équipe de Ruthénie subcarpathique de football

### Sélections
| Sélection 2018             | Sélection 2018                            |
| Club                       | Nom                                       |
| -------------------------- | ----------------------------------------- |
| Gardien                    |                                           |
| ACS Sepsi OSK              | Béla Fejér (en)                           |
| Pas de club                | Szergej Petranics                         |
| Défenseur                  |                                           |
| Ceglédi VSE (en)           | Csaba Peres                               |
| Szolnoki MÁV FC            | Robert Molnar (hu)                        |
| Jászberényi FC (en)        | Krisztian Mile                            |
| Jászberényi FC (en)        | Fejes János (hu)                          |
| Szigetszentmiklósi TK (en) | Hevesi-Tóth Tamás (hu)                    |
| Tarpa FC                   | Sandor Szidor                             |
| Mosonmagyaróvári TE (en)   | Vágó Levente                              |
| Milieu de terrain          |                                           |
| MTK Budapest FC            | Anton Bidzilja                            |
| MTK Budapest FC            | Ronald Takács (en)                        |
| Ceglédi VSE (en)           | István Sándor (footballer) (en)           |
| Aqvital FC Csákvár (en)    | György Sándor (footballer) (en)           |
| Balmazújvárosi FC (en)     | Vajda Sándor (labdarúgó, 1991) (hu)       |
| Cigánd SE (en)             | Zoltán Baksa (en)                         |
| Cigánd SE (en)             | György Yuriy Toma (en)                    |
| Békéscsabai 1912 Előre     | Alex Svedjuk                              |
| Nyírbátori FC (en)         | Roland Szabo                              |
| Tarpa FC                   | Gyula Illés (en)                          |
| Attaquant                  |                                           |
| Ceglédi VSE (en)           | János Farkas (footballer, born 1984) (en) |
| Tarpa FC                   | Sandor Rozman                             |
| Tarpa FC                   | Ferenc Barta                              |
| Vasarosnameny FC           | Bence Lizak                               |
| Staff                      | Nom                                       |
| Sélectionneur              | István Sándor (footballer) (en)           |

### Sélectionneurs
| N°     | Sélectionneur                   | Période       | Matchs | Gagnés | Nuls | Perdus | Gagnés % |
| ------ | ------------------------------- | ------------- | ------ | ------ | ---- | ------ | -------- |
| 1      | Danos Csank                     | 2014-2017     | 7      | 1      | 4    | 2      | 14.28    |
| 2      | István Sándor (footballer) (en) | 2018-en cours | 6      | 4      | 2    | 0      | 66.66    |
| Totals | Totals                          | Totals        | 13     | 5      | 6    | 2      | 38.46    |

### Présidents de la Fédération de Ruthénie subcarpathique de football
| N° | Nom              | Période       |
| -- | ---------------- | ------------- |
| 1  | Tibor Tiborovich | 2014-en cours |